# Івангород (Прилуцький район)
Іванго́род — село в Україні, у Прилуцькому районі Чернігівської області. Населення становить 1137 осіб. Входить до складу Ічнянської міської громади.
Село постраждало внаслідок геноциду українського народу, проведеного урядом СРСР у 1932—1933 та 1946—1947 роках.

## Географія
Село Івангород розташоване на півночі району, на обох берегах річки Остер, вище за течією на відстані 5,5 км розташовані села Більмачівка та Фастівці (Бахмацький район), нижче за течією на відстані 5,5 км розташоване село Новий Поділ.
Відстань від Чернігова — близько 150 км (автошляхами — 170 км), до Ічні — 23 км. Найближча залізнична станція — Плиски на лінії Бахмач — Прилуки Полтавської дирекції залізничних перевезень за 10 км.
Площа села близько 79 км². Висота над рівнем моря — 132 м.
Основні місцевості села: Загребля, Піщана, Доліпа, Півнев хутір, Триліси, Шлях, Дергачів хутір.

## Населення

### Мова
Розподіл населення за рідною мовою за даними перепису 2001 року:
| Мова       | Кількість | Відсоток |
| ---------- | --------- | -------- |
| українська | 1132      | 99.56%   |
| російська  | 5         | 0.44%    |
| Усього     | 1137      | 100%     |

## Історія
На території села збереглися залишки городища періоду Київської держави (IX-XIII століття). Існує легенда, що на місці, де зараз знаходиться місцевість Піщани, у XIII сторіччі стояв монастир, який був спалений половцями. «Коли стало зрозуміло, що монастир не втримати, монахи-захисники зібрали все цінне: золото, срібло, хутра, різні інші цінні речі, склали в три бочки і кинули в Остер»[джерело?].
Село засноване в першій половині XVII сторіччя на території Чернігівського воєводства Речі Посполитої. Перші письмові згадки про населений пункт Іван-Город датуються 1624 роком. На карті Боплана (1639 рік) Івангород позначений як Iwan Horodўcze.
5 травня 1625 року Івангород був жалуваний польським королем коронному хорунжому Самуелю Пацу. А 7 липня 1636 року 200 волок землі довкола Івангорода були жалувані синам Паца — Яну і Домініку. 24 вересня 1638 року Івангород переданий у спадкове земельне володіння сину холмського каштеляна Миколи Фірлея Броневського — чернігівському підкоморію Самуелю Фірлею Броневському і його нащадкам[джерело?].
За часів Гетьманщини Івангород — сотенне містечко Ніжинського полку (від 1654 до 1782 року). 
Є на мапі 1787 року.
У містечку козачому та володарському Івангороді було 2 церкви, 3 ярмарки, базари та 613 дворів, де жило 3611 осіб (1773 чоловічої та 1838 жіночої статі).
У жовтні 1884 року в Івангороді бував російський письменник і громадський діяч Лев Миколайович Толстой, що засвідчує меморіальна дошка на будинку школи, яку відвідав Толстой. Цегляний білий паркан, що відділяє шкільний двір від дороги, теж часів Л. Толстого. Ім'я Льва Толстого носить одна з вулиць села.
У 1879—1890 роках в Івангороді часто бував живописець, художник-передвижник Микола Миколайович Ґе. Сільським учителем історії Олександром Силовичем Циганком в Івангороді був створений музей Миколи Ґе, який розташовувався в будинку культури села. На жаль, тепер музей розформований, частина експозиції передана в національний історико-культурний заповідник «Качанівка», частина — до Ічнянського краєзнавчого музею.

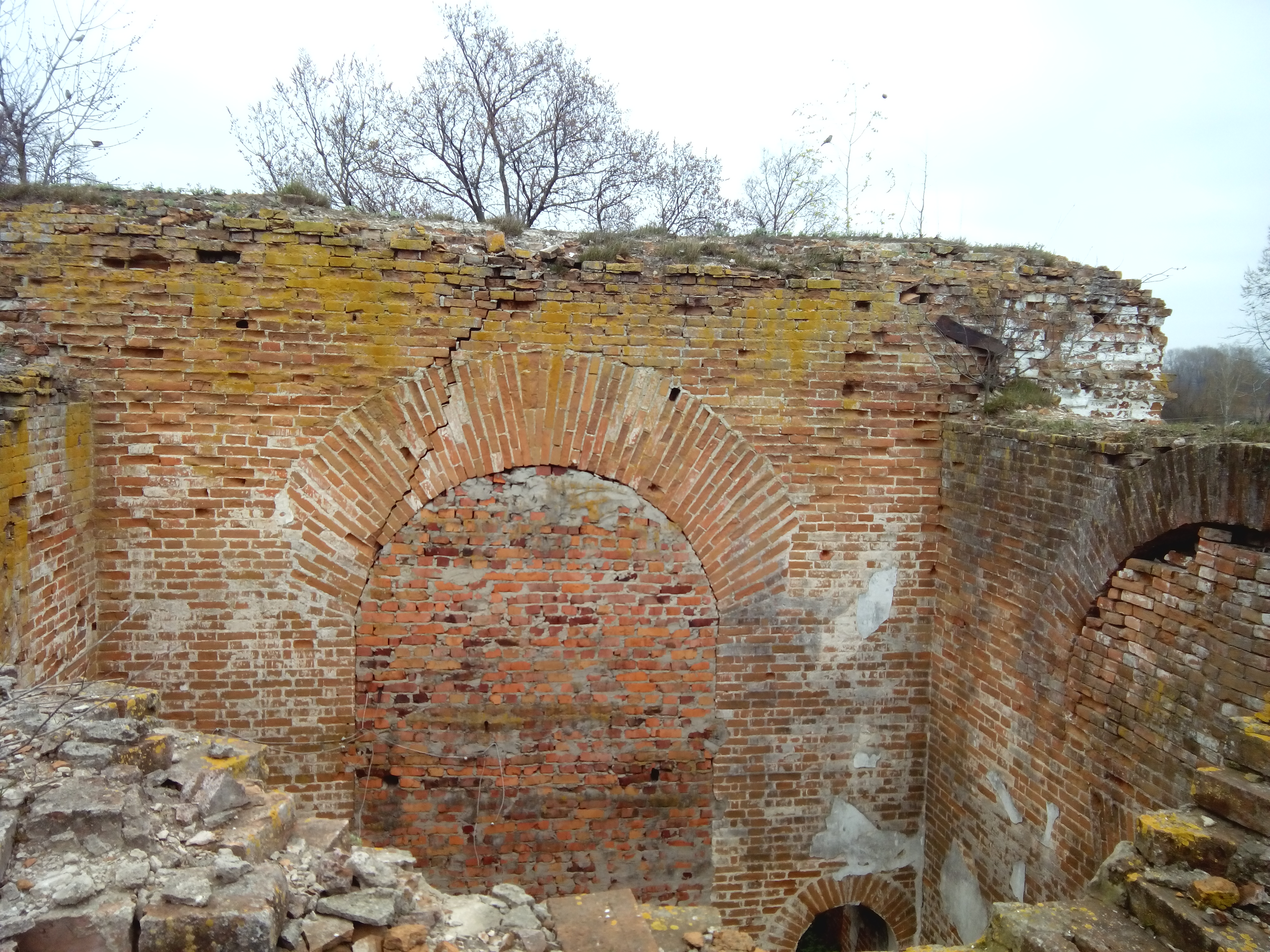
Руїни церкви

Наприкінці XIX сторіччя в селі була збудована мурована церква, пізніше зруйнована. Руїни церкви збереглися досі. Інша пам'ятка XIX сторіччя — колишній склад — нині використовується як магазин. Цікаве минуле в сільської лікарні на Загреблі, побудованої в кінці XIX сторіччя. Відомо, що в її відкритті (а також за деякими відомостями — і у фінансуванні будівництва) брали участь Л. М. Толстой і М. М. Ґе[джерело?].
579 жителів села брали участь у Другій світовій війні, 276 з них — загинули, 328 — нагороджені орденами і медалями СРСР. Уродженець Івангорода Бойко Микола Павлович удостоєний звання Героя Радянського Союзу. У центрі села поруч з клубом знаходиться пам'ятник та меморіальна стіна з іменами івангородців, загиблих під час Другої світової війни. На старій території шкільного двору знаходиться ще один історичний пам'ятник — "героям" так званої Громадянської війни — побілений з червоною зіркою нагорі і словами «Вічна слава героям, що загинули в роки громадянської війни», якої насправді в Україні не було, але так в часи СРСР шанували тих, хто нищив українську державність.
У повоєнний період у селі знаходився радгосп «Івангородський», за яким було закріплено 7696 гектарів сільськогосподарських угідь, у тому числі 4715 га орної землі. Господарство вирощувало зернові та технічні культури, займалося м'ясо-молочним тваринництвом.
На початку 1970-х населення села становило 1910 осіб. Нині в селі живе 1137 мешканців.
До 2017 року орган місцевого самоврядування — Івангородська сільська рада.

## Деякі цікаві об'єкти
На річці Остер у межах території села розташований меліоративний залізобетонний шлюз-гребля, що входить до складу осушувальної системи річки Остер (Трубежської осушувально-зволожувальної системи). Раніше, в 1960-х роках, меліоративний шлюз був дерев'яний, потім був замінений на залізобетонний з металевими затворами. На початку XXI сторіччя була проведена його реконструкція.
У межах ділянки села в Остер впадають кілька невеликих осушувальних меліоративних каналів. У річці в районі села ловляться карась, піскар та інша риба. Глибина річки невелика — не більше 1,5 метра у верхньому б'єфі шлюзу (перед греблею — до 1,7—1,8 м, на ділянці нижнього б'єфа — менше метра) і протягом більшої частини літа відзначається великою кількістю водоростей, проте в спекотні дні на зручних ділянках підходу до води активно використовується для купання. Починаючи з 2010 року, на околиці села став діяти штучний ставок, створений на базі фермерського господарства — Хутірець, який використовується місцевими жителями для купання і рибальства.[джерело?]
На північному заході від села знаходяться споруди колишньої радгоспної ферми. Раніше ферма використовувалася як тваринницьке господарство для розведення свиней, бичків, коней. Тепер ферма використовується як молочне підприємство. Будівлі ферми з водонапірною вежею добре збереглися і постійно підтримуються в робочому порядку, ферма електрифікована. На прилеглих до села полях вирощуються в основному злакові та овочеві культури, активно використовується аграрна техніка.

## Видатні земляки
У селі розташований меморіальний музей Миколи Миколайовича Ґе — художника-передвижника.
У селі народилися:
- Бойко Микола Павлович (1911–1995) — учасник Другої світової війни, Герой Радянського Союзу.
- Гіммельрайх Костянтин Павлович (1912–1991) — український поет, прозаїк, вчений-гідробіолог, громадський і політичний діяч, полковник Української Повстанської Армії.
- Кривонос Станіслав Григорович (1979—2014) — молодший сержант Збройних Сил України, учасник російсько-української війни.
- Малюга Дмитро Петрович (1902–1969) — професор, доктор геолого-мінералогічних наук, лауреат Державної премії СРСР